# 郭士髦
郭士髦（？—？），字召卿，號小峯，山西潞安府壺關縣人，民籍，明朝政治人物。

## 生平
嘉靖二十八年（1549年）己酉科山西鄉試第二十三名。嘉靖三十二年（1553年）進士。礼部观政，同年授直隸丹徒縣知縣，迁江南太仓州知州。

## 家族
曾祖郭剛；祖父郭琦；父郭需，曾任省祭官。母徐氏。弟士秀、士选、士望、士进、士爵。